# Hérón-módszer

A közelítése Hérón-módszerrel

A Hérón-módszer, más néven babilóniai gyökvonás egy számolási módszer egy valós pozitív {\displaystyle a} szám négyzetgyökének közelítésére. Az eljárás az {\displaystyle a} számot egy téglalap területének tekinti, és az egyes lépésekben ezt a területet őrzi meg. Kiindulás lehet egy olyan téglalap, aminek egyik oldala 1, a másik {\displaystyle a}. Az eljárás az egyes lépésekben rövidíti a hosszabb, és hosszabbítja a rövidebb oldalt, úgy, hogy megközelítően négyzet legyen. Egy lépésben a hosszabb oldal a két oldal számtani közepére rövidül, a másik pedig kiszámítható úgy, hogy a téglalap {\displaystyle a} területét osztjuk a hosszabb oldalt helyettesítő oldallal. Az eljárást Alexandriai Hérónról nevezték el, aki Metrika című művében írta le. A módszert addigra már 1000 éve ismerték Babilonban.
Eltérően az írásbeli gyökvonástól, nem kell ismerni egy kiindulási értéket. Emellett az eljárás robusztus a kerekítési hibákkal szemben, és gyorsabban konvergál. Azonban a gyökökre nem kapunk pontos eredményt, csak egy felső és egy alsó közelítést.

## Alapötlet és geometriai megjelenítés

A Hérón-módszer első négy lépése a 9 négyzetgyökének közelítésére

A Hérón-eljárás azon alapul, hogy egy {\displaystyle A} területű négyzet oldala {\displaystyle {\sqrt {A}}}. Az eljárás kiindulhat egy tetszőleges {\displaystyle A} területű téglalapból, melynek oldalhosszúságát minden lépésben úgy változtatjuk, hogy az alakja megközelítse a négyzetet, miközben a területe {\displaystyle A} marad. A téglalap oldalhosszai az {\displaystyle {\sqrt {A}}} négyzetgyökét közelítik. 
Az első lépésben választunk egy tetszőleges pozitív {\displaystyle x_{0}} oldalhosszt. Ezzel kiszámítható a másik oldal hossza: :{\displaystyle y_{0}={\frac {A}{x_{0}}}}. Példaként a 9 négyzetgyökét közelítjük. Az egyik oldal hosszának a 9-et választjuk, így a másik oldal hossza 1 lesz. A téglalap így néz ki:
Ez kevéssé emlékeztet egy négyzetre, ami arra utal, hogy a 9 és az 1 nagyon durva közelítések a 9 négyzetgyökére.
A Hérón-eljárás szerint a hosszabb oldal legyen
{\displaystyle x_{1}={\frac {x_{0}+y_{0}}{2}}}
és hogy a terület ne változzon, a rövidebb oldal
{\displaystyle y_{1}={\frac {A}{x_{1}}}}.
A példában az egyik oldal hossza 5, a másiké 1,8.
Ez még mindig távol áll egy négyzettől, azonban az új téglalap zömökebb, mint elődje. 
Az eljárást folytatva ugyanazt a lépést ismételjük. A téglalap oldalainak átlaga lesz az új téglalap egyik oldala, a másik oldalt pedig úgy számítjuk ki, hogy a téglalap területe megmaradjon. A példában a következő két téglalap:
|  |  |
Az utóbbi téglalap már megközelítőleg négyzet alakú. A 3,024-es oldalhossz már közel áll a 9 négyzetgyökéhez, a 3-hoz.

## Iterációs eljárás

### Rekurziós egyenlet

Hérón-módszer kiszámítására a 2,4 és 8 kiindulási értékekkel

A geometriai alapötlet nyomán általános iterációs eljárást kapunk egy {\displaystyle a>0} valós szám négyzetgyökének közelítésére:
Választunk egy tetszőleges {\displaystyle x_{0}\neq 0} értéket, ideális esetben ez közel áll a négyzetgyökhöz. Ehhez kiszámoljuk az {\displaystyle y_{0}=a/x_{0}} értéket. Az iteráció ezután a következő lépéseket ismétli:
{\displaystyle x_{n+1}={\frac {x_{n}+y_{n}}{2}}\quad {\text{s}}\quad y_{n+1}={\frac {a}{x_{n+1}}}}.
Az iterációt gyakran olyan formába írják át, hogy csak {\displaystyle x} szerepeljen. Ehhez behelyettesítjük az {\textstyle y_{n}={\frac {a}{x_{n}}}} értéket {\displaystyle x_{n+1}} egyenletébe, így a következő rekurziót kapjuk:
{\displaystyle x_{n+1}={\frac {1}{2}}\cdot \left(x_{n}+{\frac {a}{x_{n}}}\right)},
ami az {\displaystyle x_{0},x_{1},x_{2},\ldots } sorozatot definiálja. Ez egyre közelebb kerül {\displaystyle {\sqrt {a}}}-hoz, és egyre jobb közelítéseket ad.
Ez a rekurziós egyenlőség bizonyítható a Newton-módszer segítségével is, melyet az {\displaystyle f(x)=x^{2}-a} nullhelyének keresésére alkalmazunk.

### Példa

A babilóniai gyöksorozat tagjai az kezdőértékkel

Ebben a példában a rekurziós egyenlőség segítségével közelítjük az {\displaystyle x_{0}=2} választással. Az első néhány érték:
{\displaystyle x_{1}={\frac {1}{2}}\cdot \left(2+{\frac {2}{2}}\right)={\frac {3}{2}}=1{,}5}
{\displaystyle x_{2}={\frac {1}{2}}\cdot \left({\frac {3}{2}}+{\frac {2}{\frac {3}{2}}}\right)={\frac {17}{12}}=1{,}41666666\dots }
{\displaystyle x_{3}={\frac {1}{2}}\cdot \left({\frac {17}{12}}+{\frac {2}{\frac {17}{12}}}\right)={\frac {577}{408}}=1{,}41421568\dots .}
Három iterációs lépés után az eredmény öt tizedesjegy pontossággal megközelíti a pontos értéket, vagyis a különbség 0,0001%-nál kisebb.

## Konvergencia
Az {\displaystyle (x_{n})} Hérón-sorozat, ahol {\textstyle x_{n}={\frac {1}{2}}\left(x_{n-1}+{\frac {a}{x_{n-1}}}\right)}, minden {\displaystyle x_{0}>0} kiinduló értéktől kezdve tart {\displaystyle {\sqrt {a}}}.-hoz.Így minden négyzetgyök tetszőleges pontossággal közelíthető.
Konvergencia bizonyítása: A Hérón-sorozat minden tagja pozitív. Most belátjuk, hogy mindegyik tag legalább {\displaystyle {\sqrt {a}}}, ezzel alulról korlátos. Ehhez megmutatjuk, hogy tetszőleges {\displaystyle n\geq 1}-re teljesül, hogy {\displaystyle x_{n}^{2}-a\geq 0}:
{\displaystyle x_{n}^{2}-a={\frac {1}{4}}\cdot \left(x_{n-1}+{\frac {a}{x_{n-1}}}\right)^{2}-a={\frac {1}{4}}\cdot \left(x_{n-1}-{\frac {a}{x_{n-1}}}\right)^{2}\geq 0}.
Másrészt a sorozat monoton csökken:
{\displaystyle x_{n+1}-x_{n}={\frac {1}{2}}\cdot \left(x_{n}+{\frac {a}{x_{n}}}\right)-x_{n}={\frac {a}{2x_{n}}}-{\frac {x_{n}}{2}}={\frac {a-x_{n}^{2}}{2x_{n}}}\leq 0}.
A korlátosság és a monotónia miatt a sorozat tart egy {\displaystyle x} határértékhez. Már csak azt kell belátnunk, hogy {\displaystyle x={\sqrt {a}}}. Ehhez célszerű az {\displaystyle x_{0}^{2},x_{1}^{2},x_{2}^{2},\ldots } sorozatot tekinteni, ami {\displaystyle x^{2}}-hez tart. Mivel {\displaystyle x_{n}^{2}\geq a>0}, következik, hogy {\displaystyle x^{2}\geq a>0}, tehát {\displaystyle x\neq 0}. Innen az math>x</math> határérték kiszámítható:
{\displaystyle x=\lim _{n\to \infty }{\frac {1}{2}}\cdot \left(x_{n}+{\frac {a}{x_{n}}}\right)={\frac {1}{2}}\cdot \left(x+{\frac {a}{x}}\right)}.
Elemi termátalakításokkal kapjuk, hogy {\displaystyle x^{2}=a}, ahonnan egyenesen következik, hogy {\displaystyle x={\sqrt {a}}}.
Az {\displaystyle x_{0}} pozitív kezdőérték tetszőleges lehet, az iteráció mindig konvergál. Negatív kezdőérték esetén a sorozat a negatív négyzetgyökhöz tart. Mivel a Hérón-eljárás a Newton-módszerből származtatható, és a közelítendő nullhely egyszeres, azért a konvergencia rendje 2, azaz a pontos jegyez száma minden lépésben megduplázódik.
Egy {\displaystyle {\sqrt {a}}}-hoz közeli {\displaystyle x_{0}} kezdőértékkel hamar jó közelítést kaphatunk, ahogy azt az első példa mutatja. Ha nem sikerül jól megbecsülni a négyzetgyököt, akkor sok lépésre van szükség. Például ha {\displaystyle a} egy 200 bites egész szám, és kezdőértékül egyszerűen csak {\displaystyle x_{0}=a}-t választunk, akkor 100 lépés szükséges ahhoz, hogy elérjük a négyzetgyök 100 bites nagyságrendjét, utána még hat-hét lépés kell, hogy megkapjuk a négyzetgyök egészrészét ({\displaystyle \log _{2}(100)}). Ezért ajánlott legalább egy megfelelő nagyságrendű {\displaystyle x_{0}} becslést adni. A négyzetgyök nagyságrendje kettes számrendszerben ez alapján számítható: az {\displaystyle a} nagyságrendje kettes számrendszerben, azaz az {\displaystyle a} ábrázolásához szükséges bitek száma {\displaystyle \lfloor \log _{2}(a)\rfloor +1}. Amennyiben {\displaystyle a} már eleve kettes számrendszerben van, akkor a magasabb értékű 1-es értékű bitjét kell megkeresni. Ha ez az {\displaystyle i}-edik bit, akkor {\displaystyle 1\cdot 2^{i/2}} jó kezdőérték. Lebegőpontos ábrázolás esetén elég {\displaystyle a} kitevőjét megfelezni egy jó kezdőértékhez.
A Hérón-eljárás a fixpontiterációk közé tartozik. Ha elvégezzük az {\textstyle \varphi (x)={\frac {1}{2}}\cdot \left(x+{\frac {a}{x}}\right)}, helyettesítést, akkor a fixpontra teljesül, hogy {\textstyle x^{2}=a}, ahol {\textstyle x={\sqrt {a}}} pozitív megoldás.

## Hibabecslés
Az {\displaystyle (x_{n})_{n\geq 1}} sorozatra teljesül a
{\displaystyle {\frac {a}{x_{n}}}\leq {\sqrt {a}}\leq x_{n}}
becslés, ahol a becslés hibája
{\displaystyle x_{n}-{\sqrt {a}}={\frac {1}{2x_{n-1}}}\left(x_{n-1}-{\sqrt {a}}\right)^{2}\leq {\frac {1}{2x_{n-1}}}\left(x_{n-1}-{\frac {a}{x_{n}}}\right)^{2}={\frac {1}{2x_{n-1}\cdot x_{n}^{2}}}\left(x_{n-1}\cdot x_{n}-a\right)^{2}}.
A fenti példa alapján
{\displaystyle x_{3}-{\sqrt {2}}={\frac {1}{2x_{2}}}\left(x_{2}-{\sqrt {2}}\right)^{2}\leq {\frac {1}{2x_{2}\cdot x_{3}^{2}}}\left(x_{2}\cdot x_{3}-2\right)^{2}=0{,}00000212\dots }
Az 
{\displaystyle \varepsilon _{n}={\frac {x_{n}-{\sqrt {a}}}{\sqrt {a}}}}
relatív hiba megkapható az
{\displaystyle \varepsilon _{n+1}={\frac {\varepsilon _{n}^{2}}{2(1+\varepsilon _{n})}}}
rekurzióval. Az {\displaystyle \varepsilon _{n}} sorozat az {\displaystyle \varepsilon _{0}} hibából indul ki, ami a kezdő közelítés hibája, és független {\displaystyle a}-tól. 

## Szoftveres megvalósítás
Az eljárás különösen alkalmas arra, hogy beprogramozzuk, mivel csak alapműveleteket igényel. Ma már azonban nincs erre szükség a numerikus processzorhardverek széles körű elérhetősége miatt. 
Lebegőpontos számábrázolásban a feladat különösen egyszerű. A következő példában az 5-ből vonunk gyököt, és nyomon követjük az {\displaystyle {\frac {|x_{i}-x|}{x}}} relatív hibáját a végértékhez:
A kettős számrendszerbeli kitevőből leszakítunk egy páros kitevőt, így a kitevőben egy 0 vagy egy 1 marad, ezzel normalizáljuk a számot az {\displaystyle [{\tfrac {1}{2}},2]} intervallumra. Ebben az intervallumban a gyökfüggvény közelíthető egyenessel, emiatt numerikusan jól közelíthető. Például {\displaystyle {\sqrt {5}}={\sqrt {4\cdot 1{,}25}}=2\cdot {\sqrt {1{,}25}}\approx 2\cdot 1{,}118034=2{,}236068}; így kezelnünk kell az {\displaystyle a=1{,}25} az esetet, az {\displaystyle x=1{,}118} közelítésből kiindulva.
A kiindulási értékhez ezt a görbét egyszerűbbel közelítjük, amit iteráció nélkül kiszámíthatunk. Ezzel a kezdeti számítással egy jó kezdőértéket határozunk meg, amivel az iterációt elindítjuk. Ezt a görbét igazíthatjuk is; minél pontosabb az illesztés, annál rövidebb lesz az iteráció.:
- egy egyszerű konstans, például 1: {\displaystyle x_{0}=1}, a relatív hiba
- egy {\displaystyle 1{,}1\cdot 10^{-1}} meredekségű egyenes az {\displaystyle {\tfrac {1}{2}}}additív konstanssal
- egy {\displaystyle {\tfrac {1}{2}}} meredekségű egyenes egy {\displaystyle \left(2\cdot {\sqrt[{4}]{2}}-{\sqrt {2}}\right)^{2}/2\approx 0{,}4648415} optimalizált additív konstanssal. Például {\displaystyle x_{0}={\tfrac {0{,}929683}{2}}+{\tfrac {1{,}25}{2}}\approx 1{,}089841}, és a relatív hiba {\displaystyle 2{,}5\cdot 10^{-2}}.
- egy optimalizált meredekségű egyenes additív konstanssal, amit itt nem tekintünk.

A fent ismertett módszerrel megválasztott {\displaystyle x_{0}} kezdőértékkel egy megfelelően pontos közelítés adott számú lépéssel megkapható. Az ehhez szükséges lépésszám is megkapható, a fenti hibabecslés legrosszabb esetét feltételezve. Ez a meghatározott szám megspórolja az egyébként a közelítés pontosságához szükséges lekérdezéseket. Példánkban a három módszernél mind ugyanazt a lépésszámot adják, tehát a pontosabb illesztés nem jelent semmit. Nagyobb pontosságok esetén ez már másként nézhet ki.
Például az 1 kezdőértékből kiindulva és 3 lépést megtéve: {\displaystyle x_{1}={\tfrac {x_{0}+{\tfrac {a}{x_{0}}}}{2}}x_{1}={\tfrac {x_{0}+{\tfrac {1{,}25}{x_{0}}}}{2}}={\tfrac {1+{\tfrac {1{,}25}{1}}}{2}}=1{,}125}, a relatív hiba {\displaystyle 6{,}2\cdot 10^{-3}} {\displaystyle x_{2}={\tfrac {x_{1}+{\tfrac {a}{x_{1}}}}{2}}={\tfrac {1{,}125+{\tfrac {1{,}25}{1{,}125}}}{2}}\approx 1{,}118056}, a relatív hiba {\displaystyle 2{,}0\cdot 10^{-5}}
{\displaystyle x_{3}={\tfrac {x_{2}+{\tfrac {a}{x_{2}}}}{2}}={\tfrac {1{,}118056+{\tfrac {1{,}25}{1{,}118056}}}{2}}\approx 1{,}118034}
a relatív hiba kisebb, mint {\displaystyle 10^{-6}}.
Láthatjuk a kvadratikus konvergenciasebességet: minden lépésben a relatív hiba minden lépésben négyzetre emelődik, az értékes jegyek száma pedig megkétszereződik. Végül visszaállítjuk a kitevőt, ahol az első lépésben leválasztott kitevő felét hozzávesszük. Például {\displaystyle 2\cdot x_{3}=x_{2}+{\tfrac {a}{x_{2}}}=1{,}118056+{\tfrac {1{,}25}{1{,}118056}}\approx 2{,}236068}.

## Általánosítások

### Magasabb kitevős gyökök
Az eljárás alkalmas bármely {\displaystyle a>0} pozitív valós szám {\displaystyle k}-qadik gyökének közelítésére. Ekkor a Newton-eljárással az {\displaystyle f(x)=x^{k}-a} pozitív {\displaystyle {\sqrt[{k}]{a}}} gyökét közelítjük.
Az {\displaystyle f'(x)=kx^{k-1}} alapján adódik a {\textstyle x_{n+1}=x_{n}-{\frac {f(x_{n})}{f'(x_{n})}}} rekurziós képlet, így az iterációs előírás
{\displaystyle x_{n+1}={\frac {1}{k}}\left((k-1)x_{n}+{\frac {a}{x_{n}^{k-1}}}\right).}
Például a köbgyök rekurziós képlete
{\displaystyle x_{n+1}={\frac {1}{3}}\left(2x_{n}+{\frac {a}{x_{n}^{2}}}\right).}
ahol {\displaystyle x_{0}} egy alkalmas kezdőérték a {\displaystyle {\sqrt[{k}]{a}}} értékhez. 
Minél nagyobb a {\displaystyle k} kitevő, annál több lépés szükséges ugyanakkora pontosság elérésére. Pozitív egész {\displaystyle k} esetén ugyanazok a konvergenciatulajdonságok érvényesülnek, mint {\displaystyle k=2} esetén.

### Reciprok közelítése
Ha {\displaystyle k=-1}, akkor egy olyan módszert kapunk, amivel osztás nélkül megkaphatjuk a {\displaystyle a^{-1}=1/a} közelítő értékét:
{\displaystyle x_{n+1}={\frac {(-1-1)x_{n}^{-1}+a}{(-1)x_{n}^{-1-1}}}=2x_{n}-ax_{n}^{2}=(2-ax_{n})\cdot x_{n}.}
A kvadratikus sebességű konvergencia teljesül minden {\displaystyle x_{0}\in \left(0,2/a\right)} értékre.
Ez az iteráció lehetővé tette, hogy az első számítógépek beépített osztóegység nélkül visszavezessék a reciprokképzést összeadásra és kivonásra. Ezután az osztást úgy végezték el, hogy az osztandót megszorozták az osztó reciprokával.
Példa: {\displaystyle 1/3} közelítő értékét számoljuk ki az {\displaystyle x_{0}={\tfrac {1}{2}}<{\tfrac {2}{3}}} kezdőértékből kiindulva:
{\displaystyle x_{1}=\left(2-3\cdot {\frac {1}{2}}\right)\cdot {\frac {1}{2}}={\frac {1}{4}}=0{,}25,}
{\displaystyle x_{2}=\left(2-3\cdot {\frac {1}{4}}\right)\cdot {\frac {1}{4}}={\frac {5}{16}}=0{,}3125,}
{\displaystyle x_{3}=\left(2-3\cdot {\frac {5}{16}}\right)\cdot {\frac {5}{16}}={\frac {85}{256}}=0{,}33203125.}
Az {\displaystyle x_{0}={\frac {2}{3}}} kiinduló értékre:
{\displaystyle x_{1}=\left(2-3\cdot {\frac {2}{3}}\right)\cdot {\frac {2}{3}}=0,}
{\displaystyle x_{2}=\left(2-3\cdot 0\right)\cdot 0=0,}
ami nem konvergál az {\displaystyle {\tfrac {1}{3}}.} keresett értékhez.

## Története
A módszert Mezopotámiában már Hammurapi babiloni király idején ismerték (i. e. 1750 körül).  I. sz. 100 körül írta le Alexandriai Hérón Metrika című művének első kötetében.

## Fordítás
Ez a szócikk részben vagy egészben  a   Heron-Verfahren című német Wikipédia-szócikk fordításán alapul.  Az eredeti cikk szerkesztőit annak laptörténete sorolja fel. Ez a jelzés csupán a megfogalmazás eredetét és a szerzői jogokat jelzi, nem szolgál a cikkben szereplő információk forrásmegjelöléseként.